# Хермафродитизъм
Хермафродитизмът е биологично явление, при което индивидът е морфологично едновременно или последователно от мъжки или женски пол.

## Етимология на думата
Терминът произлиза от името на детето на древногръцките божества Хермес и Афродита – Хермафродит.

## Хермафродитизъм при биологичния вид Човек
Медицината използва този термин хермафродитизъм при наличност на двуполови гонади (полови органи) – яйчник и тестис. Това рядко срещано анатомично и функционално смущение на репродуктивната система се съпровожда с отклонения в сексуалното поведение.
В зависимост от положението на гонадната тъкан се различават три форми на истинския хермафродитизъм:
1. латерален хермафродитизъм;
2. билатерален хермафродитизъм;
3. унилатерален хермафродитизъм.

В много случаи на хермафродитизъм външните полови органи са неправилно развити и се доближават повече до мъжките полови органи. Простатната жлеза не във всички случаи е развита.
При други случаи външните полови органи са така неясно оформени, че определянето на пола се решава в зависимост от това дали през пубертета настъпва нарастване на млечните жлези и дали индивидът започва да менструира.
Тестисите при истинския хермафродитизъм представляват най-често незрели семенни каналчета, постлани само със сертолиеви клетки (клетки, отговорни за узряването на сперматозоидите).
Функционалната способност на яйчника при истинския хермафродитизъм се вижда от наличността на истински мензис – половината до 2/3 от такива индивиди могат да менструират, обикновено без да са в състояние да бъдат оплодени, освен в изключителни случаи.

## Псевдо-хермафродитизъм
Характеризира се с нормален хромозомен набор и гонади, но с външни полови органи, напомнящи на тези на другия пол. Индивидите с псевдохермафродитизъм имат или яйчници, или тестиси, но никога и двете.
Псевдо-хермафродитизмът, независимо дали е мъжки или женски, се обяснява с наличието на мъжки (XY) или женски (XX) хромозоми в организма на даден индивид, като клетките му са претърпели противоположно хормонално влияние. Това може да се случи по време на бременност.
Женският псевдохермафродитизъм се наблюдава, когато кариотипът е 46XX. В тези случаи най-често става дума за клиторна хипертрофия и големи срамни устни, напомнящи на скротума. Добре видимият външно клитор може да достигне до 4 cm в невъзбудено състояние. Това прави половите контакти много по-задоволителни от обичайното. Вътрешните полови органи са изцяло женски. Случаите на стерилност не са по-чести, отколкото при другите жени.
При мъжкия псевдохермафродитизъм индивидът има много малък пенис, а кожените торбички на тестисите са раздвоени, като по този начин наподобяват женски полов апарат с големи срамни устни.

## Третиране
1. хормонално – в детска възраст се приемат съответните хормони;
2. хирургическо